# Sphaerostephanos heterocarpus
Sphaerostephanos heterocarpus är en kärrbräkenväxtart som först beskrevs av Bl., och fick sitt nu gällande namn av Holtt. Sphaerostephanos heterocarpus ingår i släktet Sphaerostephanos och familjen Thelypteridaceae. Inga underarter finns listade.